# Claude Biwer
Pour les articles homonymes, voir Biwer (homonymie).
Claude Biwer, né le 15 mai 1936 à Marville (Meuse), est un homme politique français.

## Biographie

### Activité politique
Agriculteur de profession, il est élu sénateur de la Meuse le 23 septembre 2001. Membre du Mouvement démocrate puis du Nouveau Centre, il siège au groupe Union centriste.
Au Sénat, il est membre de la commission de l'économie, du développement durable et de l'aménagement du territoire, membre du groupe d'études des sénateurs anciens combattants, du groupe d'études sur l'économie agricole alimentaire, du groupe d'études postes et communications électroniques, du groupe d'études du sport, du groupe d'études du tourisme et des loisirs et président délégué du groupe France-Belgique et Luxembourg.
En parallèle, il est membre de l'Assemblée générale et section permanente du Conseil national des transports, membre du Comité local d'information et de suivi du laboratoire souterrain de Bure et membre du Conseil supérieur du service public ferroviaire.

### Condamnations et défaites électorales
En 2006, Claude Biwer est condamné à 4 000 € d'amende pour « atteinte à la liberté d'accès ou à l'égalité des candidats dans les marchés publics ».
En 2008, il est condamné à 10 000 € d'amende pour « escroquerie, faux en écriture, détournement de fonds publics et complicité de travail dissimulé ».
En mars 2010, poursuivi pour « prise illégale d'intérêts », il est condamné à six mois de prison avec sursis et 10 000 euros d'amende par le tribunal de Verdun. Il fait appel auprès de la Cour d'appel de Nancy, qui confirme le jugement et le condamne à deux mois de prison avec sursis, 10 000 euros d'amende et cinq ans d’inéligibilité. Le jugement est confirmé par la cour de cassation en mai 2012. Il est démissionné d'office de son poste de maire de Marville par le préfet, le 25 mai 2012.
Il est nettement battu lors des élections sénatoriales de septembre 2011 et des élections municipales de 2020.

## Détail des fonctions et mandats

### Mandats parlementaires
Sénat
- 23 septembre 2001 - 25 septembre 2011 : sénateur de la Meuse

Assemblée Nationale
- 3 avril 1978 - 22 mai 1981 : député de la 2e circonscription de la Meuse (VIe législature)

### Mandats locaux
Conseil Régional 
- 1978-1992: conseiller régional de Lorraine
- 1982-1992: vice-Président du Conseil régional de Lorraine

Conseil général
- 14 mars 1976 - 21 mars 1982 : conseiller général du canton de Montmédy
- 21 mars 1982 - 2 octobre 1988 : conseiller général du canton de Montmédy
- 2 octobre 1988 - 27 mars 1994 : conseiller général du canton de Montmédy
- 27 mars 1994 - 18 mars 2001 : conseiller général du canton de Montmédy
- 18 mars 2001 - 16 mars 2008 : conseiller général du canton de Montmédy

Intercommunalité
- janvier 1999 - 2008 : président de la communauté de communes du Pays de Montmédy

Mairie
- mars 1971 - mars 1977 : maire de Marville
- mars 1977 - mars 1983 : maire de Marville
- mars 1983 - mars 1989 : maire de Marville
- mars 1989 - juin 1995 : maire de Marville
- juin 1995 - mars 2001 : maire de Marville
- mars 2001 - mars 2008 : maire de Marville
- mars 2008 - 25 mai 2012 : maire de Marville (déclaré inéligible)